# Epiktet
Epiktet (grč. Ἐπίκτητος; * 50. u Hijerapolu u Frigiji u današnjoj Turskoj; † vjeroјatno 138. u Nikopolu na Epiru u današnjoj Grčkoj) je bio grčki filozof, jedan od važnijih predstavnika kasnog stoicizma. Njegovo je učenje naglašavalo milosrđe, pokornost i poniznost, ali također i sposobnost i dužnost čovjeka da oblikuje vlastiti karakter, ovladavajući sobom i postajući nezavisan od vanjskih okolnosti.

## Život
O njegovom životu je veoma malo poznato. Zna se da je bio Epafroditov rob. Negdje nakon Neronove smrti gospodar je Epiktetu podario slobodu.
Epiktet je bio učenik Gaja Muzonija Rufa (latinski: Gaius Musonius Rufus), rimskog filozofa i umjerenog predstavnika stoicizma.
Po naredbi rimskog cara Domicijana, i Epiktet je 94. godine, pored ostalih filozofa i matematičara, prognan iz Rima. Nastanjuje se u Nikopolu na Epiru, gdje osniva svoju filozofsku školu.

## Učenje
Epiktet se, kao i stoički filozofi, posebno bavio etikom, i to moralom i religijom. Stoga je snažno utjecao i na razvoj ranog kršćanstva.
Po njegovom učenju, čovjek treba razgraničiti, na koje stvari i događaje u životu može samostalno utjecati, a na koje ne. Tek s takvim spoznajama on sebi omogućuje postizanje sreće i duševnog blagostanja. Pri tome, za stvari na koje može utjecati, treba tražiti vlastito i individualno rješenje. One stvari i događaje, na koje nema izravan utjecaj, treba "stoički" podnijeti – odnosno prihvatiti ih onakve kakve jesu. Dalje, ne treba biti uznemiren zbog događaja, kojima su uzrok prirodni ili božanski zakoni.
Važan aspekt Epiktetovog učenja predstavlja i teorija, da te osnovne pretpostavke, ne samo da su svakom pojedincu poznate, nego da ih u svakodnevnom životu i primjenjuje.
Njegov ključni slogan glasi: „Podnesi i odriči se“, „sustine et abstine“.

## Utjecaj
Posebno poznata je Epiktetova izjava: „Čovjek nije uznemiren zbog samih stvari, nego zbog svog shvaćanja istih!“ Ta rečenica se može shvatiti kao osnova njegovog učenja. Tom rečenicom se vodi, na primjer i Albert Ellis pri razvoju svoje racionalno emotivne terapije, gdje se polazi od toga, da odlučujući razlog psihičkih poremećaja treba tražiti u iracionalnim obrascima razmišljanja.

## Djela
Epiktetova djela bi danas umnogome ostala nepoznata, da nije imao učenika po imenu Arijan (Lucius Flavius Arrianus), koji je većinu njegovih govora bilježio. Njegovo najpoznatije djelo predstavlja "Priručnik morala" (encheiridion) dok su poznati i njegovi "Razgovori" (diatribai).

## Relevantni članci
- Filozofija
- Stoicizam
- Antički filozofi
- Helenističko-rimska filozofija

## Vanjske poveznice i literatura
- Epiktet, Priručnik. Preveo i priredio Pavel Gregorić, Zagreb: KruZak, 2006. (ISBN 9536463776; grčki tekst, hrvatski prijevod, uvod i komentar).
- Epiktet  Arhivirana inačica izvorne stranice od 8. prosinca 2004. (Wayback Machine) na Internetskoj filozofskoj enciklopediji
- Epiktetovi tekstovi u Internetskom arhivu klasičnih djela  Arhivirana inačica izvorne stranice od 9. travnja 2011. (Wayback Machine)
- Books of the Discourses
- Epiktetovi citati[neaktivna poveznica]